# Gynoplistia dixantha
Gynoplistia dixantha là một loài ruồi trong họ Limoniidae. Chúng phân bố ở miền Australasia.